# エース (トランプ)

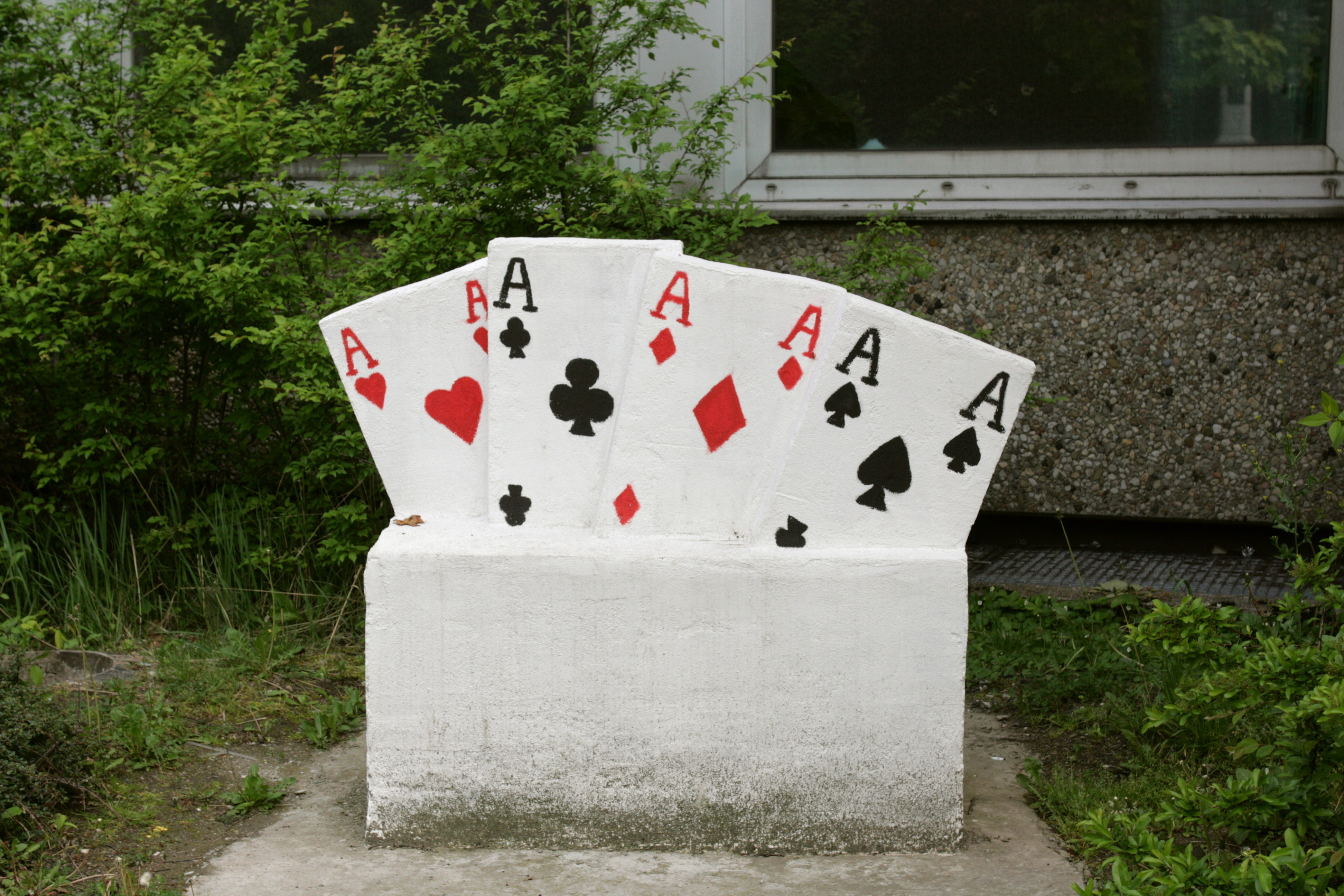
フランスタイプの4組のエースのスート(彫刻)

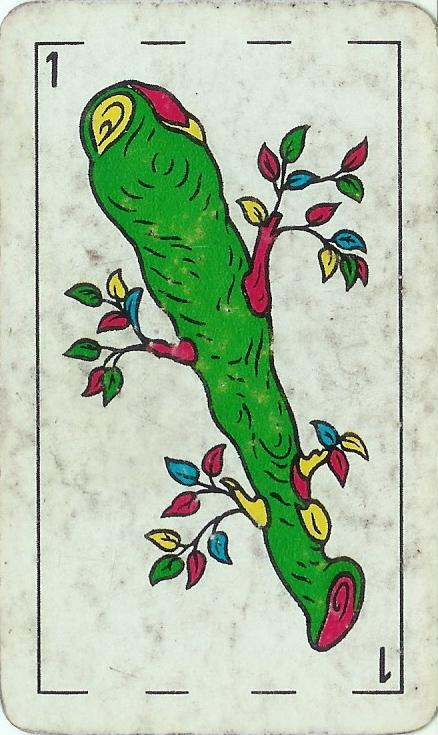
スペインのデッキにおけるワンドのエース

エース（Ace）は、トランプのカードの一種である。フランスタイプの標準的なデッキでは、エースはカードの中心に1つのシンボル(ハート，ダイヤ，スペード，クラブ)が描かれており、特にスペードの場合、時々大型であり装飾されているが、稀にスペード以外のエースもそれに合わせて派手な意匠のものもある。スペードのエースの装飾は、ジェームズ1世(在位:1603年～1625年)が、スペードのエースに印刷所の記章を印刷する事を要求した時に始まった。この記章は、印刷所を特定し、新しい税金を支払い済みであることを表示するために必要だった。この規則は1960年に撤廃されたが、多くのトランプ製造業者ではこの伝統は未だに存在している。
「ace」という用語は、古フランス語で「一単位」を意味する「as」（ラテン語の「as」に由来、これは古代ローマの小さな硬貨の名前でもある）から来ている。トランプでの用語として使われる前、もともとはサイコロの1の目を意味していた。これはサイコロで最も小さい目という理由から、中英語では伝統的に「不運」の意味だった。しかし、エースのカードが最も役の高いカードとしてしばしば使用されるようになってから、「高品質、特上の」という意味で使用されるようになった。この表現は、テニスのサービスエース、エース・パイロット、その他軍事面やスポーツの分野で、特に技能が秀でた人物ついて言うときに見られる。
歴史的にはエースは最も低い役であり、これは現在も多くの有名なヨーロッパのゲームに引き継がれている(実際、フランスのタロ・ヌーヴォーも含む殆どのヨーロッパのデッキでは「A」ではなく数字の「1」を使用している)。しかし、英語会話圏で人気の大抵のゲームでは、エースはスートの全てのカードのうちで最も高い役を持っている。ポーカーやブラックジャックのような多くのゲームでは、プレイヤーはエースを高い役か低い役にするかを選択する事が許されている。このエースが持つ二面性は、他のゲームでもプレイヤーに同時に使用する事を許容している。たとえばラミーの変形ゲームではK-A-2のような組み合わせでグループ（「メルド」とも言う）を作ることを許容している。これは、口語的に「going around the corner」として知られている。

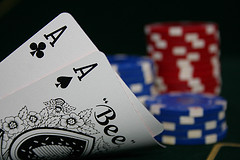
テキサス・ホールデムでは、役が同じならエースを含むものが最良の手札となる。

## エースが高い役の起源
15世紀後半の時点で、一部のゲームでは「エースが高い役」という民間伝統が存在した。例えばポーカーの前身となったブラグ等である。この昇格(エースが低い役から高い役に変身を遂げた事）が起こったのはフランスのデッキだけでなく、ドイツのデッキを使うゲームでも2のカードを最も高い役のカードとする事が発生した。フランスのデッキでエースを最も高い役のカードとして使用する事は、フランス革命の結果としてより広範囲に受容される所となった。エースを最も高い役とする例は、ハーツにもある。
エースの昇格は、貴族階級(特にルイ16世)の排除と平民の地位の向上を象徴した。この動きに加えて、特定の民主的な思想(自由、平等、友愛)を擬人化するために、伝統的な絵札の貴族階級の像から王冠が消去されていった。ナポレオン・ボナパルトのフランス第一帝政期になると、王権はふたたび評判が良くなったため、トランプにも王室の姿が復興されるようになった。 ナポレオンは歴史的に正しい王室を描写するよう画家に指示したが、この動きは不人気であることが分かり、程なく中世風の画像が復権した。